# Bogserbåten Tug

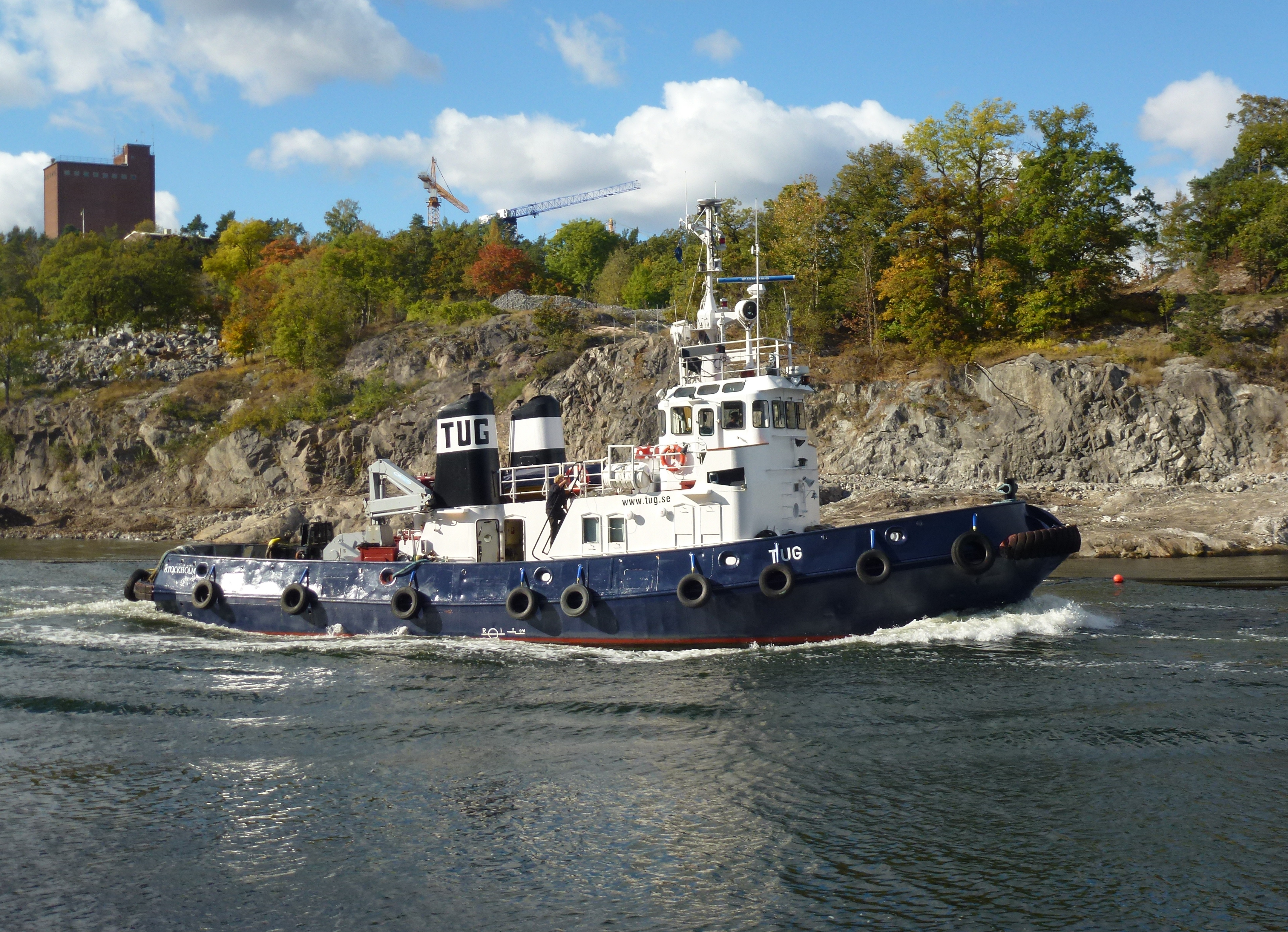
Tug i Svindersviken, 2013.

Tug är en bogserbåt som byggdes 1974 i Bremerhaven och förvärvades år 2001 av Stockholms Hamnar. Fartyget är sedan dess verksamt för Marin & Haverikonsult i farvattnen kring Stockholm.

## Historik
Tug byggdes 1974 som Bugsier 5 vid Schiffswerft & Maschinenfabrik Max Sieghold AG i Bremerhaven. Uppdragsgivare var Schuchmann Gesellschaft für Bogsier-, Reederei- und Bergungs GmbH & Co i Hamburg. År 1999 såldes hon till okända ägare och hette då Balt 2 respektive Nore Commander. År 2000 tillträdde St Vincent & the Grenadines som ny ägare som kallade henne Merchantmen. 
År 2001 köptes hon för £470 000 av Stockholms Hamnar och omdöptes till Tug efter engelska ordet tugboat vilket betyder bogserbåt. Samma år överläts hon till Marin & Haverikonsult i Stockholm. Vid inköpet 2001 var hon rödmålad. I samband med en renovering i torrdockan på Beckholmen år 2002 fick hon sin nuvarande färgsättning med mörkblått skrov, vita påbyggnader och en svart skorsten. Vid ytterligare ett besök i Beckholmsdockan 2008 målades fartygets tre ventilationshuvar som flugsvampar.
Tug har deltagit i en rad tunga uppdrag, bland annat bogseringen av sänktunnelelementen för Citybanans Söderströmstunneln. Tug var även inblandad i kollisionen mellan Lodbrok och Essingebron den 14 oktober 2005.
Sedan april 2013 är bogserbåtarna Tug, Montfred, Ted tillsammans med Leif och Tom stationerade i Svindersviken nedanför Gäddviken.

## Skeppsdata
- Mått (längd x bredd): 24,22 x 8,88 meter (Sveriges Skeppslista 2013 uppger: 26,5 x 8,88 meter).[2]
- Maskin: 2 st Deutz SB6M528 dieselmotor på tillsammans 1 766 kW vid 900 rpm (Sveriges Skeppslista 2013 uppger 1 280 kW).[2]
- Hjälpmaskineri: 2 Deutz F4L 912, 2 generatorer ger 30 kVA
- Dragkraft: 30 ton

## Bilder

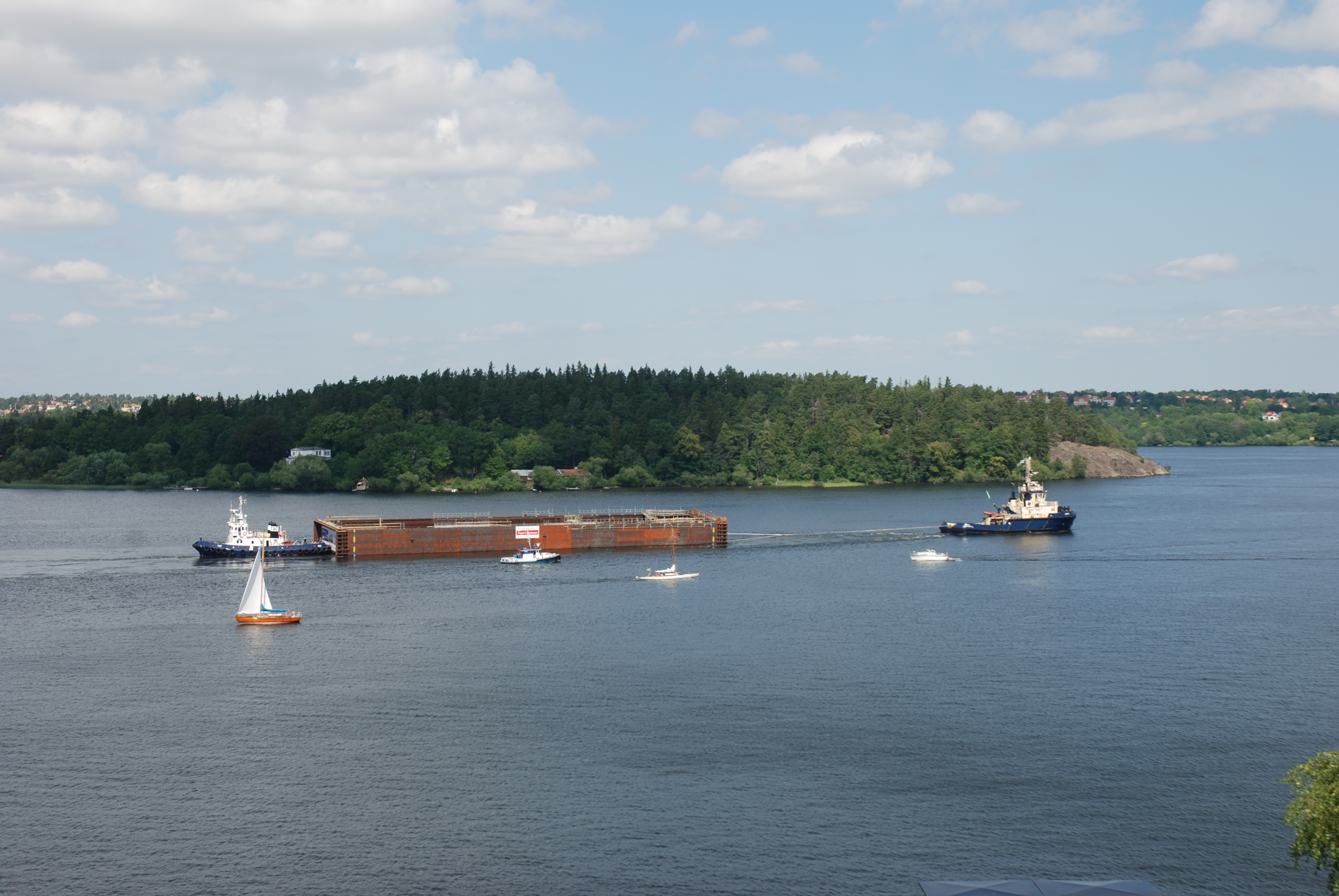
Skjuter på tunnelelement, 2011
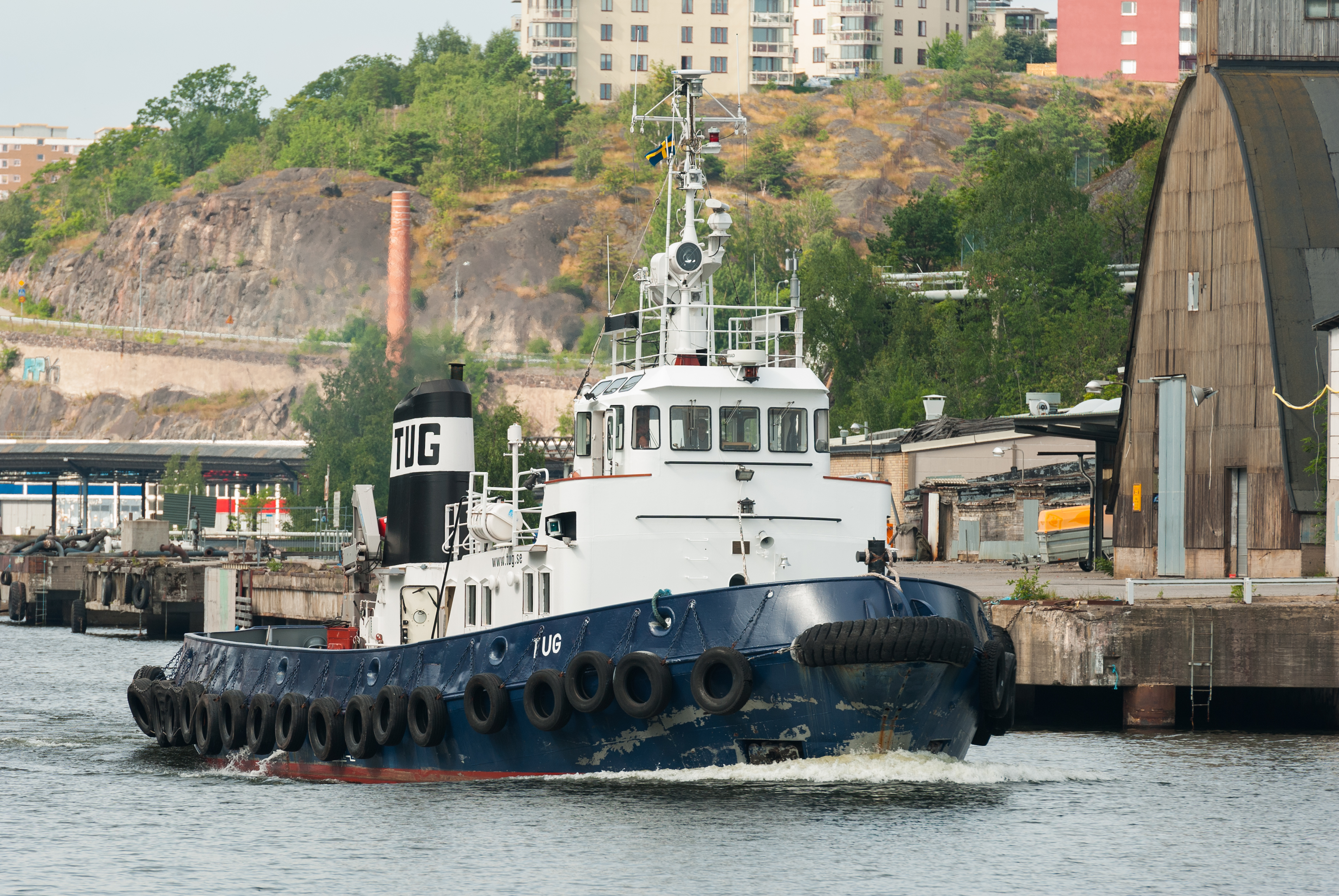
I Svindersviken, 2012
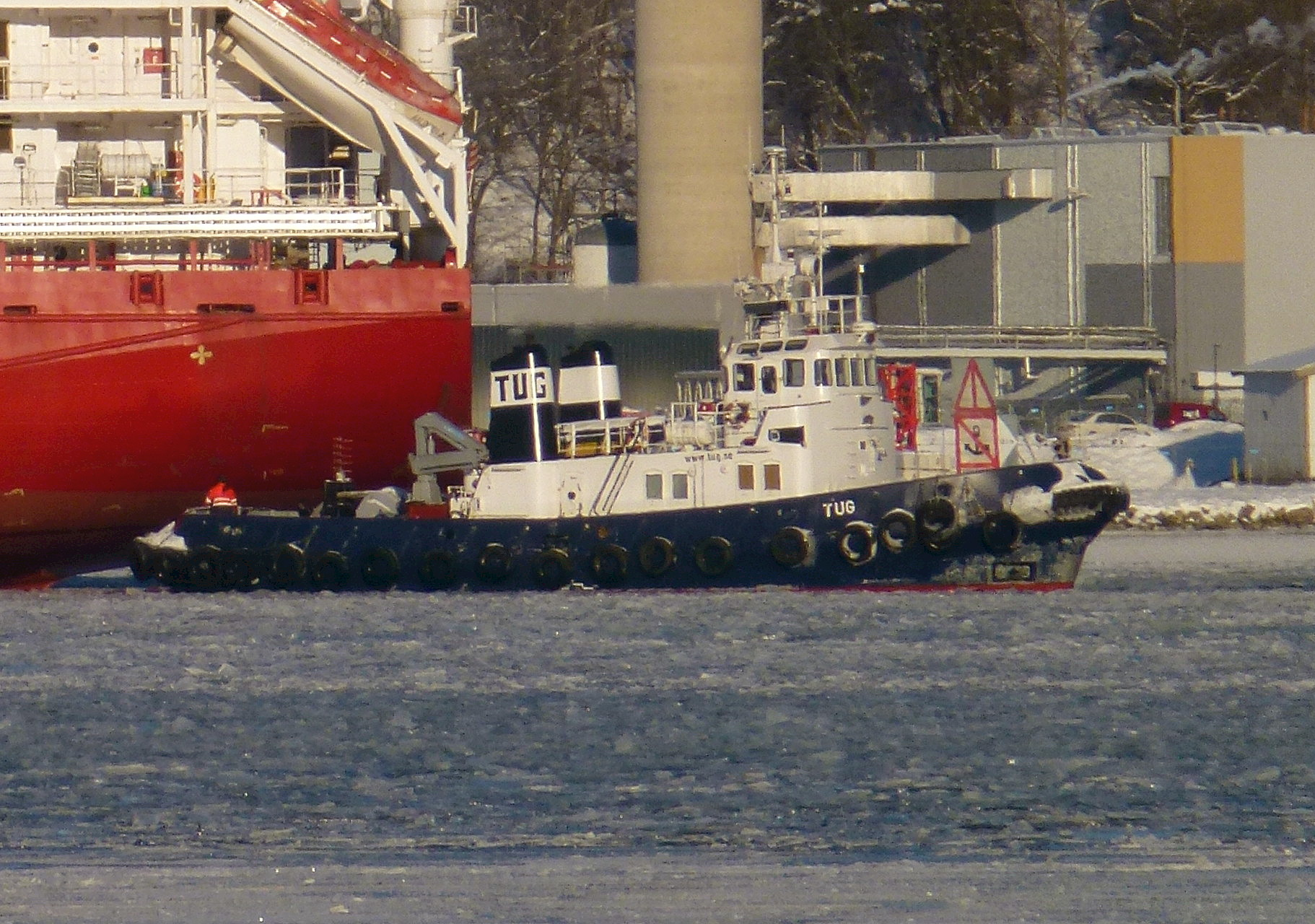
I Lilla Värtan, 2013
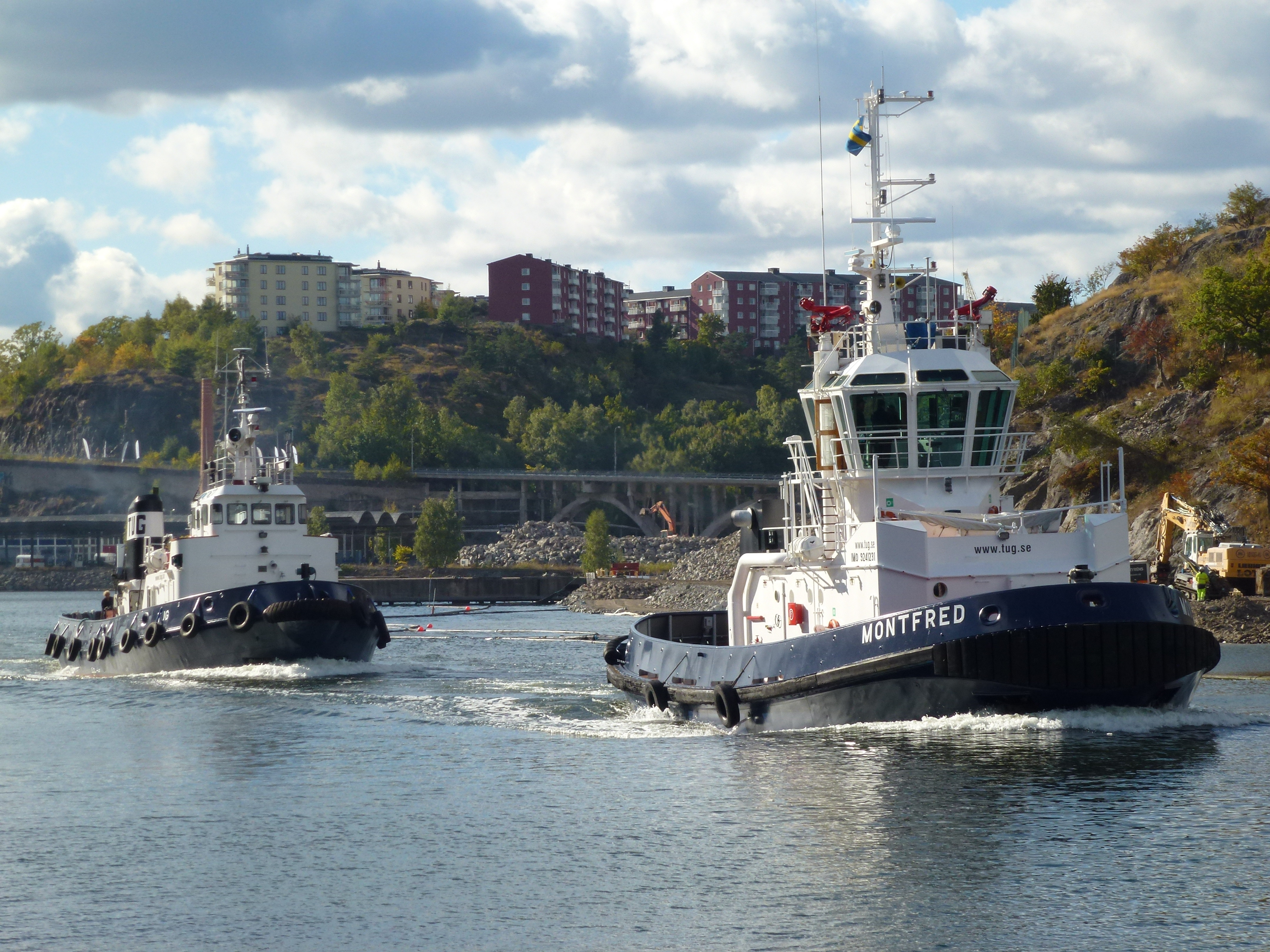
Tug och Montfred, 2013